# Astronomi
Astronomi (græsk: αστρονομία = άστρον + νόμος, bogstaveligt, "stjernernes lov") er videnskaben, som omfatter observation og forklaring af hændelser udenfor Jorden og dens atmosfære. Astronomien regnes for en af de ældste videnskaber, idét man må formode at de allertidligste mennesker må have bemærket og spekuleret over de himmellegemer, der kan ses med det blotte øje; stjerner, Solen, Månen samt visse planeter og til tider kometer, stjerneskud og supernovaer.

## Discipliner
Astronomien underinddeles i en række discipliner, der behandler forskellige astronomi-relaterede emner, fænomener og objekter, f.eks.:
- Astrometri, eller "stjernemåling"; studiet af objekters position og bevægelser på himlen. Hertil hører det system af himmelkoordinater, man bruger til at stedfæste positioner på himlen.
- Astrofysik; studiet af de fysiske love og processer, der styrer Universet, og de objekter, som findes i det.
- Kosmologi er studiet af Universet som helhed. Det er den del af den teoretiske astrofysik, der beskæftiger sig med Universets udvikling og struktur; herunder hvordan Universet opstod og hvordan det eventuelt en gang vil "ende".

- Den "praktiske", såkaldt observerende astronomi inddeles efter de strålingsformer fra universet som vi kan observere. Man taler således bl.a. om:
  - Optisk astronomi handler om de objekter der kan registreres som lys, dvs. indenfor den synlige del af det elektromagnetiske spektrum. Enten med det blotte øje eller under brug af kikkerter (teleskoper).
  - Infrarød astronomi minder om optisk astronomi, fordi infrarødt lys ligger lige udenfor det område, der kan ses af det menneskelige øje – dog er instrumenter til infrarød astronomi tilpasset den længere bølgelængde. Da Jordens atmosfære også leverer infrarød stråling, er det til tider nødvendigt at bruge instrumenter om bord i rumfartøjer udenfor atmosfæren.
  - Højenergi-astronomi er studiet af elementarpartikler og elektromagnetisk stråling med høj energi, f.eks. ultraviolet stråling, røntgenstråling og kosmisk stråling. Da atmosfæren absorberer visse af disse typer stråling, kan det blive nødvendigt at foretage denne form for observationer med instrumenter i rumfartøjer.
  - Radioastronomi er den del af astronomien, der undersøger de radiobølger, der kommer til os fra de naturlige processer og fænomener, der foregår ude i rummet. Radiobølger kan trænge igennem bl.a. de støvskyer i Universet, som spærrer for det synlige lys, og dermed fortælle om ting, som den optiske astronomi ikke kan afsløre.